# Regra de Sarrus

Regra de Sarrus: O determinante da matriz formada pelas três colunas da esquerda é a soma dos produtos ao longo das diagonais indicadas por linhas cheias menos a soma dos produtos ao longo das diagonais tracejadas

A Regra de Sarrus ou esquema de Sarrus é um método ou esquema de memorização para calcular o determinante de uma matriz 3×3. O nome refere-se ao matemático francês Pierre Frederic Sarrus.
Considerando uma matriz 3x3
{\displaystyle M={\begin{pmatrix}a_{11}&a_{12}&a_{13}\\a_{21}&a_{22}&a_{23}\\a_{31}&a_{32}&a_{33}\end{pmatrix}}}
o seu determinante pode ser calculado pelo seguinte esquema: Inicialmente, copie as duas primeiras colunas da matriz à direita da 3ª coluna, de modo que seja obtida uma sequência de 5 colunas. Em seguida, some os produtos das três diagonais que partem de cima para baixo (linhas contínuas) e subtraia os produtos das três diagonais que vão de baixo para cima (linhas tracejada). Isso produz
{\displaystyle \det(M)={\begin{vmatrix}a_{11}&a_{12}&a_{13}\\a_{21}&a_{22}&a_{23}\\a_{31}&a_{32}&a_{33}\end{vmatrix}}=a_{11}a_{22}a_{33}+a_{12}a_{23}a_{31}+a_{13}a_{21}a_{32}-a_{31}a_{22}a_{13}-a_{32}a_{23}a_{11}-a_{33}a_{21}a_{12}.}

Organização alternativa na vertical

Alternativamente, o esquema pode ser realizado copiando-se as duas primeiras linhas da matriz abaixo da 3ª linha, ao invés das duas primeiras colunas à direita da 3ª coluna. Um esquema semelhante, baseado em diagonais, mas sem repetição de linhas ou colunas, funciona para matrizes 2x2:
{\displaystyle \det(M)={\begin{vmatrix}a_{11}&a_{12}\\a_{21}&a_{22}\end{vmatrix}}=a_{11}a_{22}-a_{21}a_{12}.}
Ambos são casos especiais da fórmula de Leibniz para determinantes que, no entanto, não produz esquemas de memorização semelhantes para matrizes maiores. A regra de Sarrus também pode ser derivada a partir da expansão de Laplace de uma matriz 3x3.

## Exemplo
Dada a matriz{\displaystyle M={\begin{pmatrix}1&-2&3\\-4&5&-6\\7&-8&9\end{pmatrix}}}
o determinante é:
{\displaystyle \det M=\left[(1)(5)(9)+(-2)(-6)(7)+(3)(-4)(-8)\right]-\left[(7)(5)(3)+(-8)(-6)(1)+(9)(-4)(-2)\right]=[45+84+96]-[105+48+72]=0.}